# Vincenzo Raimondo Porru
Vincenzo Raimondo Porru (* 1773 in Villanovafranca; † 23. März 1836 in Cagliari) war ein italienischer Romanist und Sardologe.

## Leben und Werk
Porru war Kleriker, Lehrer und Bibliothekar der Universität Cagliari. Er schuf ein Wörterbuch der sardischen Sprache, das bis in die jüngste Zeit die Anerkennung der Fachwelt erfuhr.

## Werke

### Wörterbuch
- (1. Auflage) Nou dizionariu universali sardu-italianu. Casteddu [Cagliari] 1832–1834, 641 Seiten; Digitalisat (PDF; 54 MB)
  - u. d. T. Dizionariu sardu italianu. Cagliari 1981 (photomechanischer Nachdruck)
  - u. d. T. Nou dizionariu universali sardu-italianu, hrsg. von Marinella Lörinczi, 3 Bde., Nuoro 2002, 468+367+442 Seiten; Digitalisat Band 1: A-C (PDF); Band 2: D-O (PDF); Band 3: P-Z (PDF).
  - u. d. T. Vocabolario Sardo Meridionale Italiano. Nuoro 2004 (photomechanischer Nachdruck)
- (2. Auflage) Dizionariu sardu-italianu. Casteddu [Cagliari] 1866, 1427 Seiten; 2 Bde., Bologna 1967,  Sala Bolognese 1976, 1985 (archive.org).

### Weitere Werke
- Saggio di gramatica sul dialetto sardo meridionale. Cagliari 1811, Sassari 1975 (archive.org).
- Sulla necessità della preghiera con varj avvisi ai giovani studiosi onde formarli uomini di Dio a un tempo e dello Stato. Cagliari 1825